# NGC 4643
NGC 4643 is een balkspiraalstelsel in het sterrenbeeld Maagd. Het hemelobject werd op 24 januari 1784 ontdekt door de Duits-Britse astronoom William Herschel.

## Synoniemen
- UGC 7895
- MCG 0-33-5
- ZWG 15.8
- IRAS 12407+0215
- PRC D-22
- PGC 42797